# Grenadines
Les Grenadines són una cadena d'illes d'origen volcànic al mar Carib, que formen part de l'arxipèlag de les illes de Sobrevent, a la part sud de les Petites Antilles.

Mapa de les Grenadines

## Geografia
Les Grenadines són unes 600 illes i illots que es distribueixen en una direcció de sud a nord entre l'illa de Grenada i la de Saint Vincent, que no s'inclouen en el grup. S'alineen, més o menys, des dels 12º17’N-61º35’O als 13º03’N-61º12’O. Administrativament, estan repartides entre els dos estats que conformen les illes esmentades.
Aproximadament els dos terços de les illes del nord, que sumen una superfície d'uns 50 km², configuren l'estat de Saint Vincent i les Grenadines. Les restants, al sud, amb uns 35 km² totals, s'integren a l'estat de Grenada.
L'elevació màxima de les illes és inferior als 300 m.

## Història
Quan foren visitades pels espanyols el segle XV van rebre el nom de Los Pájaros, perquè deien que la multitud d'illots sortint del mar feia l'efecte d'una bandada d'ocells. El nom de Grenadines el començaren a usar els pirates que, el segle xvii, les feien servir d'amagatall.

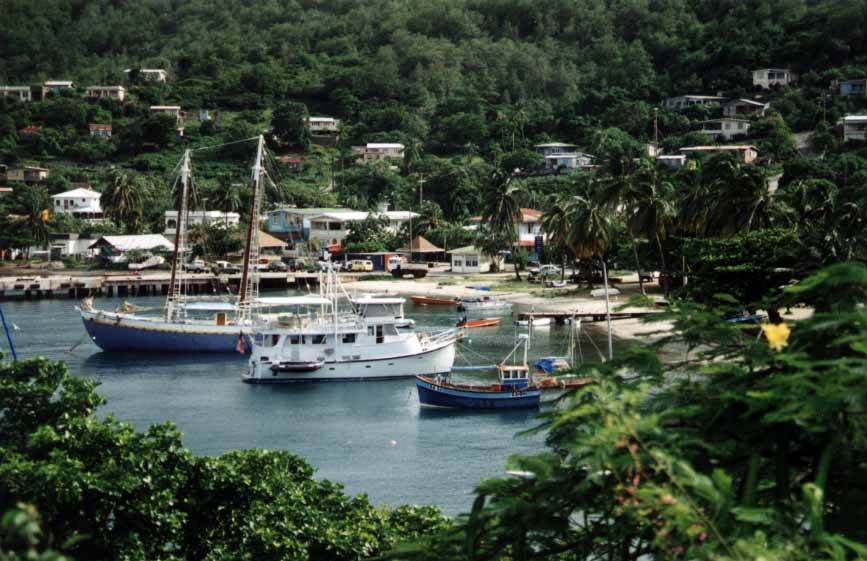
Port Elizabeth a Bequia.

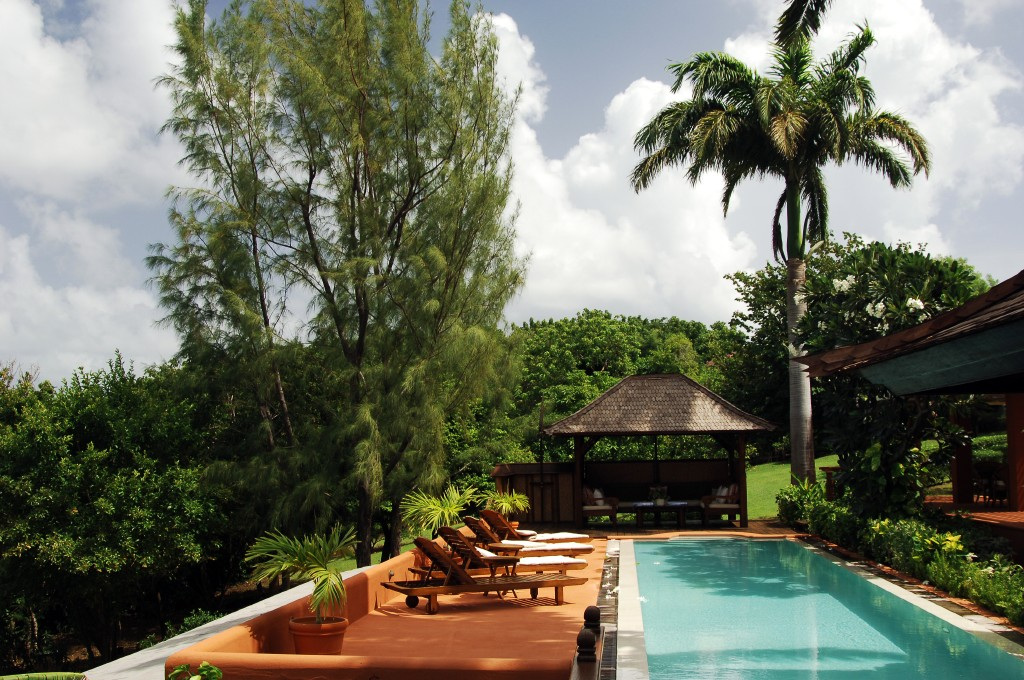
Una vil·la de vacances a Mustique.

## Recursos
La majoria dels illots estan deshabitats.
Fins fa unes dècades, els recursos principals de les illes eren el conreu del cotó i la pesca.
Actualment, les illes més grans s'especialitzen en el turisme de luxe com a font d'ingressos. Un cas significatiu és el de l'illa Mustique que és propietat privada d'una companyia que l'explota, amb hotels i xalets exclusius, com a destinació de descans de moda per a personatges d'alt nivell adquisitiu i famosos.

## Poblacions
Les poblacions més grans, tot i que no superen els mil habitants, són Port Elizabeth, capital del sector nord, a l'illa de Bequia, i Hillsborough, a Carriacou, la del sud.

## Illes

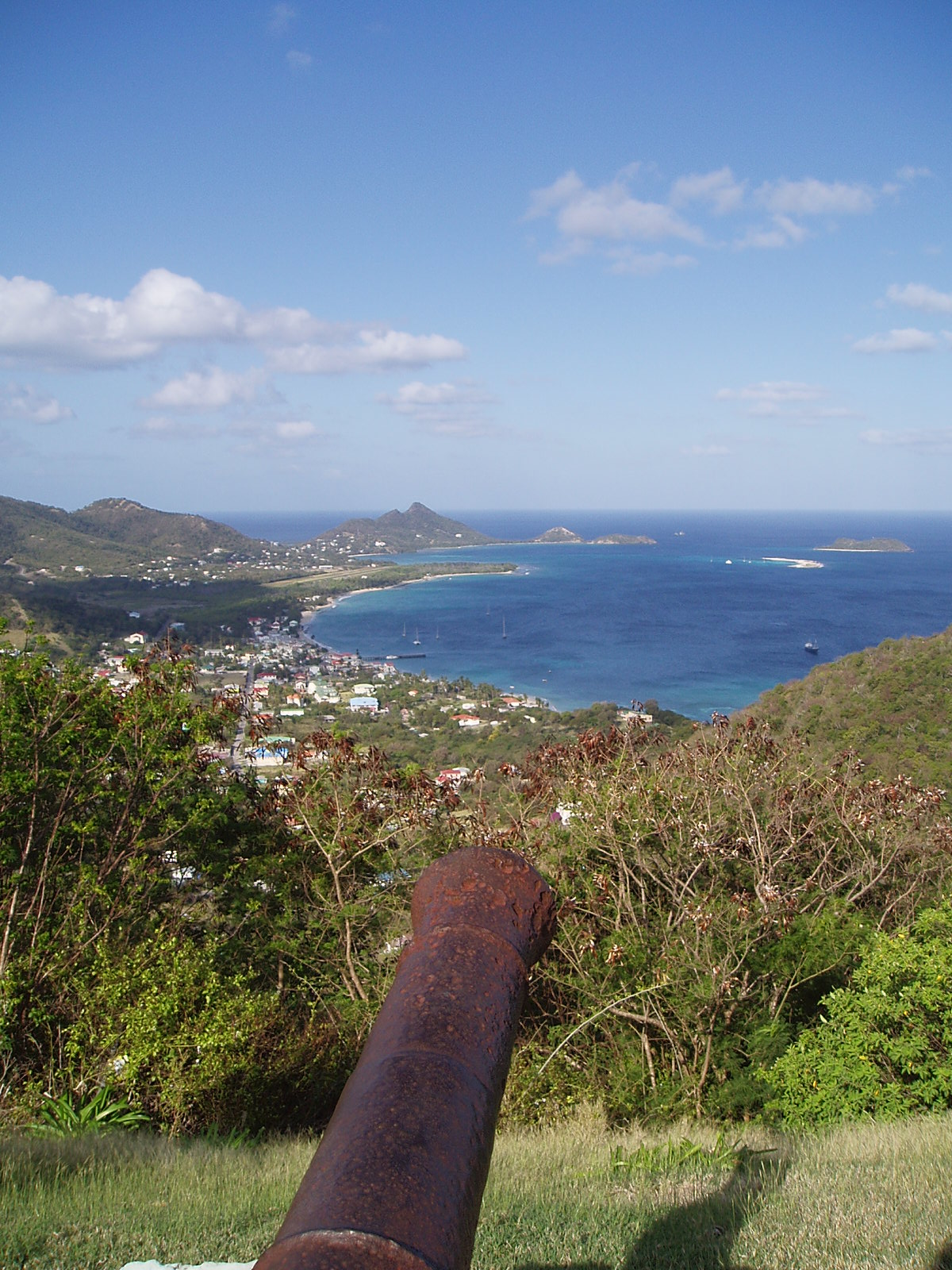
Vista de Hillsborough a Carriacou.

Recorrent l'arxipèlag de nord a sud, les illes principals de la part nord són:
- Bequia (18 km²)
- Mustique (6 km²)
- Canouan (13 km²)
- Mayreau (4 km²)
- Union (9 km²)

Les més importants del sud són:
- Petite Martinique (4 km²)
- Carriacou, la més gran de l'arxipèlag[1][2] (28 km²)
- Ronde (3 km²)